# Omari Hutchinson
Omari Hutchinson (ur. 29 października 2003 w Redhill) – jamajsko-angielski piłkarz, występujący na pozycji skrzydłowego w angielskim klubie Nottingham Forest oraz w reprezentacji Anglii do lat 21.

## Statystyki

### Klubowe
Na podstawie:
| Klub         | Sezonów | Liga           | Liga  | Liga   | Puchar krajowy | Puchar krajowy | Kontynentalne | Kontynentalne | Suma  | Suma   |
| Klub         | Sezonów | Liga           | Mecze | Bramki | Mecze          | Bramki         | Mecze         | Bramki        | Mecze | Bramki |
| ------------ | ------- | -------------- | ----- | ------ | -------------- | -------------- | ------------- | ------------- | ----- | ------ |
| Arsenal      | 1       | Premier League | 0     | 0      | 0              | 0              | –             | –             | 0     | 0      |
| Chelsea      | 1       | Premier League | 1     | 0      | 1              | 0              | –             | –             | 2     | 0      |
| Ipswich Town | 1       | Championship   | 12    | 1      | 3              | 1              | –             | –             | 15    | 2      |
|              | Łącznie | Łącznie        | 13    | 1      | 4              | 1              | 0             | 0             | 17    | 2      |

### Reprezentacyjne
Na podstawie:
| Występy i gole w reprezentacji | Występy i gole w reprezentacji | Występy i gole w reprezentacji | Występy i gole w reprezentacji | Występy i gole w reprezentacji | Występy i gole w reprezentacji | Występy i gole w reprezentacji | Występy i gole w reprezentacji | Występy i gole w reprezentacji |
| Lp.                            | Data                           | Miasto                         | Przeciwnik                     | Wynik                          | Czas                           | Gole                           | Inne                           | Rozgrywki                      |
| ------------------------------ | ------------------------------ | ------------------------------ | ------------------------------ | ------------------------------ | ------------------------------ | ------------------------------ | ------------------------------ | ------------------------------ |
| 1.                             | 12.03.2023                     | Montego Bay                    | Trynidad i Tobago              | 0:1 (0:0)                      | 1′–90′                         |                                |                                | mecz towarzyski                |
| 2.                             | 15.03.2023                     | Kingston                       | Trynidad i Tobago              | 0:0                            | 1′–90′                         |                                |                                | mecz towarzyski                |